# Menhir du Faix-du-Diable
Le menhir du Faix-du-Diable est un mégalithe situé à La Bigottière, en France.

## Situation
Le menhir est situé au bord de la départementale 104, entre les hameaux de la Paumerie et de la Chesnais, à 2,5 km au sud-est du bourg de La Bigottière, dans le département français de la Mayenne.
Une balise de signalisation d'obstacle a été dressée au pied du monument.

## Historique
Le mégalithe fait l’objet d’un classement au titre des monuments historiques depuis le 23 juin 1925.